# Медовичка червоноголова
Медови́чка червоноголова (Myzomela erythrocephala) — вид горобцеподібних птахів родини медолюбових (Meliphagidae). Мешкає в Індонезії, Папуа Новій Гвінеї і Австралії.

## Опис
Довжина птаха становить 12 см, розмах крил 17–19 см, вага 8 г. Виду притаманний статевий диморфізм: самці більші і яскравіші за самиць. У дорослих самців номінативного підвиду голова яскраво-червона, блискуча. Верхня частина тіла бура, нижня частина тіла світло-коричнево-сіра. Від дзьоба до очей ідуть чорні смуги, навколо очей чорні кільця. Очі темно-карі, дзьоб чорний. У самиць голова і шия сірувато-коричневі, деякі пера на лобі і підборідді рожевувато-червоні. Решта тіла сірувато-коричнева, крила темніші, груди і нижня частина тіла світліші. Молоді птахи подібні до самиць, края дзьоба у них жовті. У місячному віці у пташенят на обличчі з'являються червоні пера. Самці починають набувати доросле забарвлення у віці 3 місяців. і повністю набувають його ще через 3 місяці. Представники підвиду M. e. infuscata вирізняються більшими розмірами, червоною смугою на нижній частині спини, живіт у них темно-сірий.

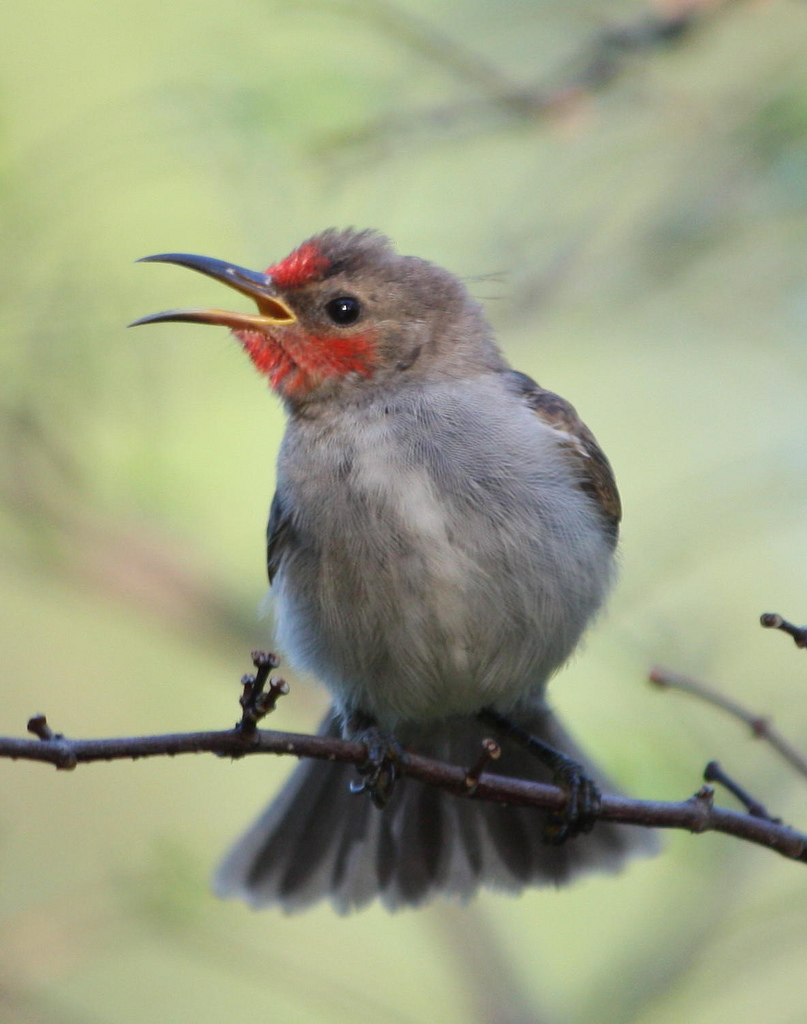
солодий самець червоноголової медовички

## Підвиди
Виділяють два підвиди:
- M. e. erythrocephala Gould, 1840 — північна Австралія і сусідні острови;
- M. e. infuscata Forbes, WA, 1879[12] — південь Нової Гвінеї, острови Ару і острови Торресової протоки.

## Поширення і екологія
Червоноголові медовички живуть переважно в мангрових лісах, а також в тропічних лісах, на болотах, в чагарникових заростях, на плантаціях і в парках. Віддають перевагу манграм Rhizophora stylosa, Bruguiera parviflora, Avicennia marina і Ceriops australis, а також заростям мелалеуки плакучої. Вони живляться нектаром і комахами, яких ловлять в польоті. В північно-західній Австралії червоноголові медовички є основними запилювачами мангрів Bruguiera exaristata.
Червоноголові медовички зустрічаються поодинці або парами. Іноді вони приєднуються до змішаних зграй птахів, разом з бурими медовцями, північними віялохвістками і мангровими окулярниками. Під час сезону посухи демонструють територіальну поведінку. Гнізда невеликі, чашоподібні, розміщується в мангрових заростях на висоті 6-10 м над землею або водою. Вони будуються з кори, листя, рослинних волокон, іноді водоростей і скріплюються павутинням. Діаметр гнізда становить 5,4 см. глибина 3,7 см. Яйця гладенькі, білі, на тупому кінці поцятковані червоними плямками. Вони мають розміри 16×12 мм. В кладці 2-3 яйця, насиджують їх лише самиці.

## Збереження
МСОП класифікує цей вид як такий, що не потребує особливих заходів зі збереження. Однак в Австралії стан збереження підвиду M. e. infuscata класифікується як такий, що перебуває під загрозою зникнення, оскільки він обмежений трьома невеликими островами в Торресовій протоці загальною площею 100 км².